# Jardin d'Alleray
Le jardin d'Alleray est un espace vert du 15e arrondissement de Paris, dans le quartier Saint-Lambert.

## Situation et accès
Le jardin est accessible par le 62, rue d'Alleray.
Il est desservi par la ligne 12 à la station Vaugirard.

## Origine du nom
Il porte le nom Denis-François Angran d'Alleray (1716-1794), dernier seigneur de Vaugirard.

## Historique
Le jardin est créé en 1981.